# Benediktinerinnenkloster Verneuil
Das Benediktinerinnenkloster Verneuil (französisch: Abbaye Saint-Nicolas de Verneuil-sur-Avre) war von 1627 bis 2001 eine Abtei der Benediktinerinnen in Verneuil-sur-Avre im Bistum Évreux in Frankreich.

## Geschichte
Das 1627 gegründete Kloster Saint-Nicolas in Verneuil (lateinisch: Vernolium) wurde 1631 königliche Abtei. Nach der Vertreibung durch die Französische Revolution im Jahre 1792 konnten die Benediktinerinnen 1825 ihr Klosterleben wieder aufnehmen. Ab 1974 gehörten sie zusammen mit dem Benediktinerinnenkloster Argentan zur Föderation Unserer Lieben Frau des Friedens. 2001 kam es zur Schließung der Abtei. Die letzten verbleibenden Nonnen wechselten in die Abtei Valmont.

### Handbuchliteratur
- Laurent Henri Cottineau: Répertoire topo-bibliographique des abbayes et prieurés. Bd. 2. Protat, Mâcon 1939–1970. Nachdruck: Brepols, Turnhout 1995. Spalte 3340.